# Montouhotep II
Montouhotep II est un souverain de la XIe dynastie, fils et successeur du roi Antef III.

## Généalogie

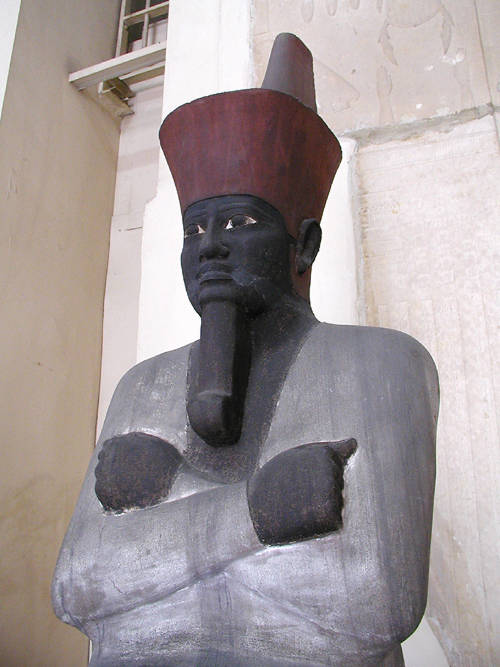
Statue de Montouhotep II trouvée dans son temple funéraire de Deir el-Bahari - Musée égyptien du Caire

Montouhotep II est le fils de son prédécesseur Antef III et d'Iâh, elle-même sœur d'Antef III. En effet, Iâh porte les titres de « Fille du roi » (sȝ.t-nỉsw.t), « Épouse du roi » (ḥm.t-nỉsw.t), « Mère bien-aimée du roi » (mwt-nisw.t mrỉỉ.t=f), prouvant par là ses liens avec Antef III et Montouhotep II. De plus, Montouhotep II est également plusieurs fois montré comme étant le fils d'Antef III,,,.
Il a également une sœur qui deviendra aussi son épouse : la reine Néférou II. Elle porte les titres de « Fille du roi » (sȝ.t-nỉsw.t) et d'« Épouse du roi » (ḥm.t-nỉsw.t) et est appelée également « Néférou, née de Iâh ».
Montouhotep II a également eu six autres épouses :
- Tem : elle porte les titres d'« Épouse bien-aimée du roi » (ḥmt-nswt mrjj.t=f), de « Mère du roi » (mwt-nswt) et de « Mère du roi de la Haute et de la Basse Égypte » (mwt-nswt-bjtj)[6], faisant ainsi d'elle la mère du successeur de son époux, le roi Montouhotep III ;
- Kaouit, Kemsit, Sadeh, Ashayet et Henhenet : elles portent toutes les titres d'« Épouse bien-aimée du roi » (ḥmt-nỉswt mrỉỉ.t=f), « Ornement unique du roi » (ẖkr.t-nỉswt wˁtỉ.t) et « Prêtresse d'Hathor » (ḥm.t-nṯr ḥwt-ḥrw)[6], ainsi que d'autres titres pour certaines ; elles ont toutes été enterrées à Deir el-Bahari, dans le complexe funéraire de Montouhotep II[7].

Montouhotep II a eu au moins un fils, le futur roi Montouhotep III, et a peut-être eu une fille, morte à l'âge de cinq ans : Mayet. Cette jeune fille était enterrée dans le complexe funéraire de Montouhotep II, mais aucun de ses titres n'est conservé, empêchant ainsi de connaître les liens l'unissant avec les autres membres de la famille royale.

## Règne
Montouhotep II est considéré comme le premier souverain du Moyen Empire. Les listes royales du Nouvel Empire que sont la liste d'Abydos et la table de Saqqarah le listent en tant que premier roi du Moyen Empire. Le Canon royal de Turin le cite à la position 5.16 et lui attribue un règne de 51 ans. On lui connaît la célébration d'une fête-Sed en l'an 39 de son règne.

### Début du règne
Lorsqu'il monte sur le trône thébain, Montouhotep II hérite des vastes terres conquises par ses prédécesseurs, de la première cataracte au sud jusqu'à Assiout au nord, voire peut-être Cynopolis. Les quatorze premières années de règne de Montouhotep semblent avoir été paisibles dans la région thébaine, car il n'y a plus de traces de conflit datant de cette période. En fait, la rareté générale des témoignages du début du règne de Montouhotep pourrait indiquer qu'il était jeune lorsqu'il est monté sur le trône, une hypothèse cohérente avec ses 51 ans de règne.

### Réunification de l'Égypte
En l'an 14 de son règne, un soulèvement a eu lieu dans le nord. Ce soulèvement est très probablement lié au conflit en cours entre Montouhotep et son rival de la Xe dynastie basé à Héracléopolis Magna qui a menacé d'envahir la Haute-Égypte. La 14e année du règne de Montouhotep est en effet nommée l'« année du crime de Tjenou ». Cela fait certainement référence à la conquête de la région de Thinis par les rois d'Héracléopolis qui ont apparemment profané l'ancienne nécropole royale sacrée d'Abydos à ce moment-là. Montouhotep a ensuite envoyé ses armées au nord. Le célèbre tombeau des guerriers de Deir el-Bahari, découvert dans les années 1920, contenait les corps non momifiés et enveloppés de lin de soixante soldats, tous morts au combat, leur linceul portant le cartouche de Montouhotep II. En raison de sa proximité avec les tombes royales thébaines, on pense que la tombe des guerriers est celle des héros morts pendant le conflit entre Montouhotep et ses ennemis au nord. Merikarê, le souverain de Basse-Égypte de l'époque, est peut-être mort pendant le conflit, ce qui a encore affaibli son royaume et a donné à Montouhotep l'occasion de réunifier l'Égypte. La date exacte de la réunification n'est pas connue, mais on suppose qu'elle a eu lieu peu avant l'an 39 de son règne,. En effet, les preuves montrent que le processus a pris du temps, peut-être en raison de l'insécurité générale du pays à l'époque : les roturiers ont été enterrés avec des armes, les stèles funéraires des fonctionnaires montrent qu'ils portaient des armes au lieu des insignes habituels et lorsque le successeur de Montouhotep II a envoyé une expédition à Pount quelque vingt ans après la réunification, il devait encore débarrasser le Ouadi Hammamat des rebelles.

### Activités en dehors de l'Égypte
Au cours de ses 29e et 31e années de règne, sous le commandement de son vizir Khéty, Montouhotep II lance des campagnes militaires au sud, en Nubie, qui a gagné son indépendance durant la Première Période intermédiaire. C'est la première apparition attestée du terme Khéty pour la Nubie dans les archives égyptiennes. En particulier, Montouhotep a posté une garnison sur la presqu'île de Konosso près d'Éléphantine afin que les troupes puissent être rapidement déployées vers le sud, permettant également un meilleur contrôle des échanges et sécurisant les voies de communication et de transport caravanier. Des missions militaires sont également menées en Syrie du fait de certaines incursions étrangères jusque dans le Sinaï (les Setjetyou et Mentyou) ainsi qu'en Libye (contre les Tjehenou ou Tjemehou).
Sur le plan économique, Montouhotep II relance les expéditions royales vers les mines et comptoirs étrangers, interrompues depuis la fin de la VIe dynastie. À Gabal el-Uweinat, près des frontières de la Libye moderne, du Soudan et du Tchad, on a trouvé une inscription nommant le roi et attestant au moins de contacts commerciaux avec cette région.

### Monuments
Montouhotep II a commandé la construction de nombreux temples, mais peu d'entre eux ont survécu jusqu'à aujourd'hui. Bien conservée est une chapelle funéraire trouvée en 2014 à Abydos. La plupart des autres vestiges de temples se trouvent également en Haute-Égypte, plus précisément à Abydos, Éléphantine, Tôd, Ermant, Gebelein, El Kab, Karnak et Dendérah (où il construit une chapelle). Ce faisant, Montouhotep a suivi une tradition commencée par son grand-père Antef II : les activités de construction royale dans les temples provinciaux de Haute-Égypte ont commencé sous Antef II et ont duré tout au long du Moyen Empire.

### Réorganisation du gouvernement
Tout au long de la Première Période intermédiaire et jusqu'au règne de Montouhotep II, les nomarques détenaient des pouvoirs importants sur l'Égypte. Leur fonction était devenue héréditaire au cours de la VIe dynastie et l'effondrement du pouvoir central leur assurait une liberté totale sur leurs terres. Cependant, après l'unification de l'Égypte, Montouhotep lance une forte politique de centralisation, renforçant son autorité royale en créant les postes de « gouverneur de Haute-Égypte » et de « gouverneur de Basse-Égypte » qui étaient les supérieurs hiérarchiques des nomarques locaux. Malgré ceci, les puissances provinciales des nomarques perdurent encore jusqu'à la XIIe dynastie. Ainsi, il réorganise l'administration en nommant des hommes de confiance dans le nord (par exemple Merertéti au treizième nome) et en confirmant à leur poste les nomarques de Moyenne-Égypte ralliés à lui, notamment les princes des provinces du Lièvre et de l'Oryx.
Montouhotep s'appuyait également sur une force mobile de fonctionnaires de la cour royale qui contrôlaient en outre les actes des nomarques. Enfin, les nomarques qui soutenaient la Xe dynastie, comme le gouverneur d'Assiout, ont certainement perdu leur pouvoir au profit du roi. Entre-temps, Montouhotep lance un vaste programme d'autodéfense mettant l'accent sur la nature divine du souverain. La capitale est définitivement basée à Thèbes.

### Fin du règne
Montouhotep II meurt après plus d'un demi-siècle de règne, laissant le trône à son fils, le roi Montouhotep III. Ce dernier poursuit l'œuvre de son père, en continuant de construire en Haute-Égypte, en pacifiant le pays en chassant les rebelles du Ouadi Hammamat et en envoyant des expéditions à l'étranger, notamment une expédition commerciale au pays de Pount.

### Fonctionnaires
Plusieurs membres de l'administration ayant vécu sous le règne de Montouhotep II sont connus :
- Âhanakht (tombe no 5 à el-Bersheh) : « vizir », « chancelier du roi de Haute et Basse-Égypte », « contrôleur des Deux Trônes », « contrôleur des offices », « contrôleur des onguents », « contrôleur des pagnes », « directeur des prêtres de Thot », « directeur des prêtres » et « nomarque du 15e nome de Haute-Égypte » ;
- Antef : « chancelier du roi de Haute et Basse-Égypte », « prêtre-lecteur », « chef des prêtres-lecteurs », « directeur des prêtres », « nomarque du 4e nome de Haute-Égypte » ;
- Antef (tombe TT386) : « supérieur des troupes » ;
- Bebi : « directeur de la ville (de la pyramide) », « vizir » du souverain (de l'an 30 à 41) ;
- Dagi (tombe TT103) : « vizir » du souverain (de l'an 41 à 51) ;
- Hehenou (tombe TT313) : « grand intendant », « chancelier du roi de Haute et Basse-Égypte » ;
- Iha (tombe no 8 à el-Bersheh) : « directeur du harem royal » ;
- Khéty (tombe TT311) : « chancelier du roi de Haute et Basse-Égypte », « contrôleur des connus du roi », « directeur de l'or et de l'argent et directeur du lapis-lazuli et de la turquoise », « directeur des choses scellées », « directeur des porteurs de sceaux », « directeur du Trésor », « Père Divin » ;
- Méketrê (tombe TT280) : « directeur des choses scellées » ;
- Mérou (en) (tombe TT240) : « directeur des porteurs de sceaux » ;
- Néferhotep (tombe TT316) : « supérieur des troupes » ;
- Neheri (tombe no 4 à el-Bersheh) : « vizir », « contrôleur des Deux Trônes », « directeur des prêtres » et « nomarque du 15e nome de Haute-Égypte » ;
- Ptahemheb : « Grand prêtre de Ptah » à Memphis.

## Titulature

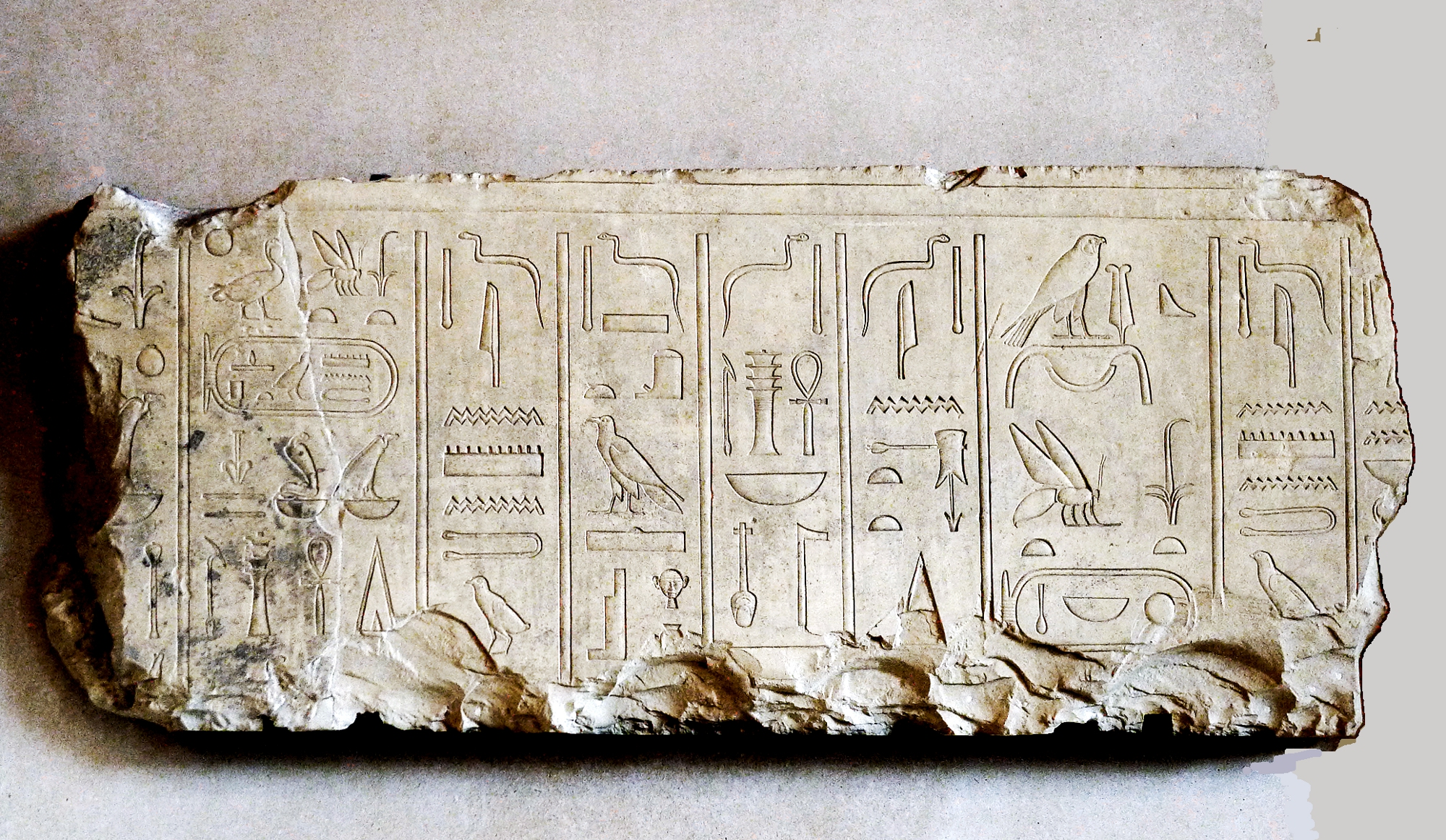
Linteau d'une porte du temple de Montou à Tôd (le texte mentionne le dieu Montou et la déesse Satis) - Louvre

Le roi Montouhotep II changea trois fois de titulature durant son long règne, reflétant ainsi les diverses étapes successives de son œuvre, jusqu'à la réunification des Deux Terres. Les modifications affectent essentiellement son nom d'Horus. Jusqu'en l'an 14 au moins, son premier nom d'Horus est Sânkhibtaouy, signifiant « Celui qui vivifie le cœur des Deux Terres ». La première modification de son protocole a lieu, au plus tôt, en l'an 14 de son règne, son nom d'Horus devient alors Netjérihedjet, signifiant « Divine est la Couronne blanche », affirmant peut-être ses origines du Sud ; et, contrairement à ses prédécesseurs, il choisit alors un nom de Nesout-bity : Nebhépetrê. La seconde modification a lieu au plus tôt en l'an 30, probablement en l'an 39, lors de la célébration de sa fête-Sed, son nom d'Horus devient alors Sémataouy, signifiant : « Celui qui a unifié les Deux Terres », peut-être en l'honneur de la réunification du pays.

## Sépulture

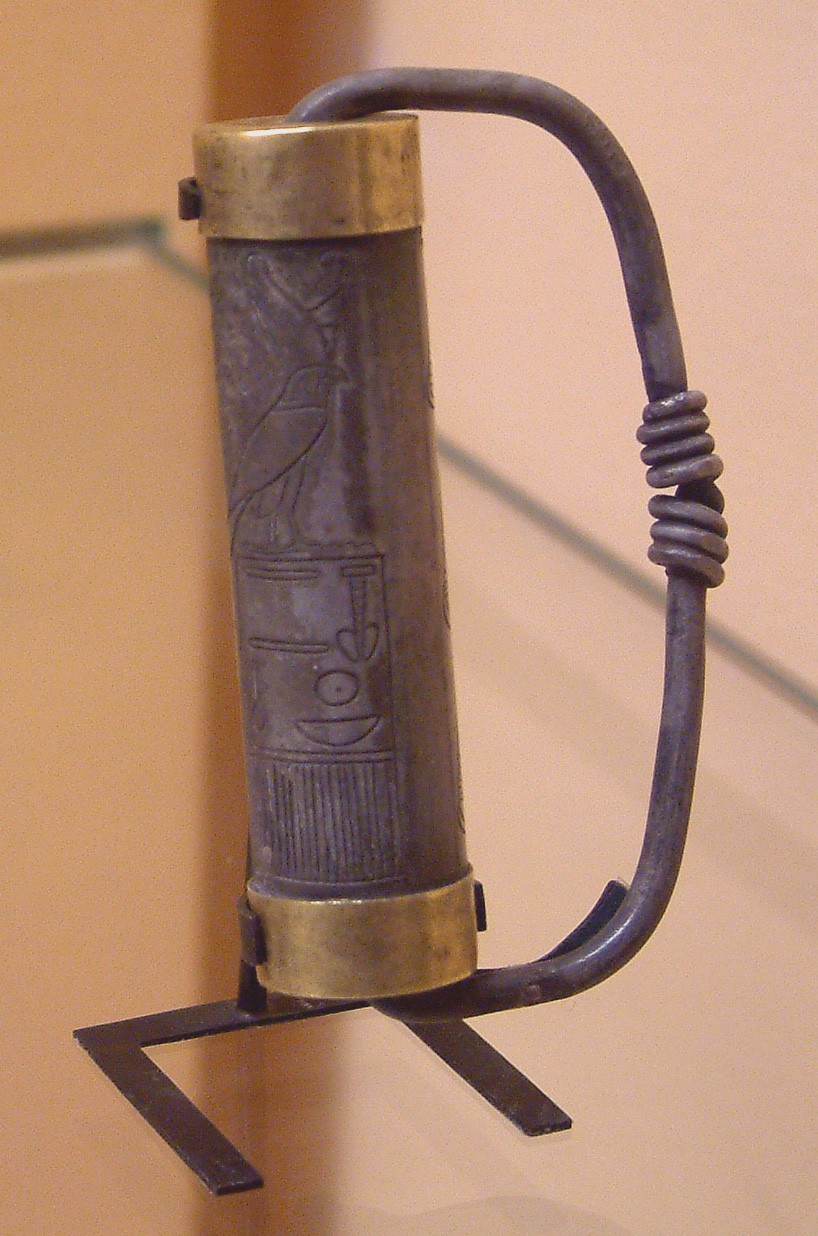
Sceau-cylindre trouvé dans le coffret à sceaux du roi Nebhepet-Rê Montouhotep II, Musée du Louvre

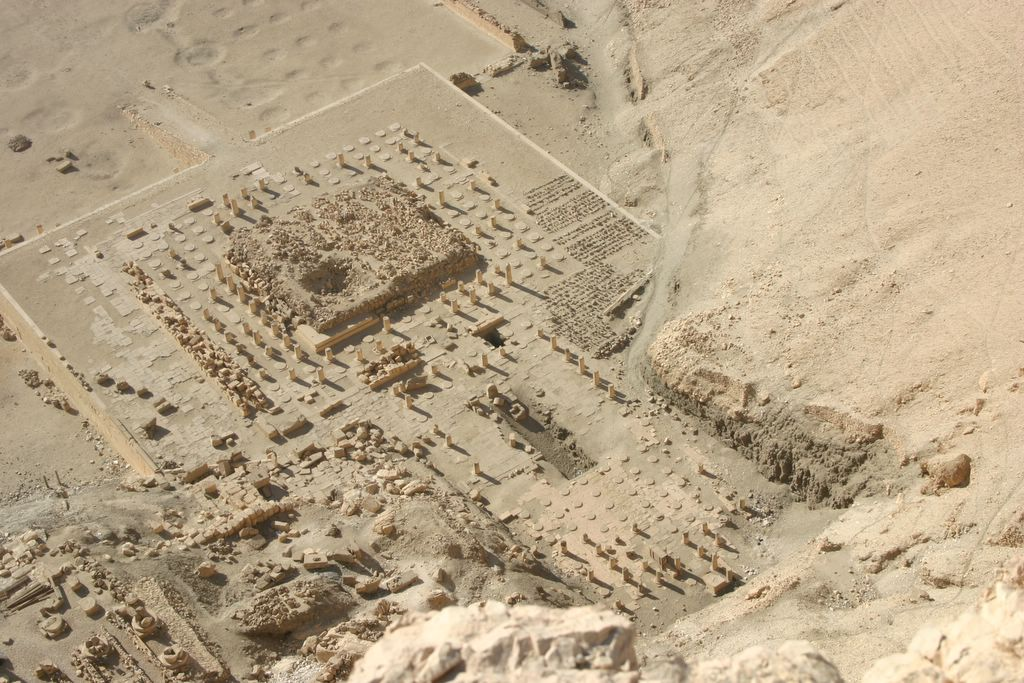
Le temple funéraire de Montouhotep II à Deir el-Bahari

Montouhotep II se fait construire à Deir el-Bahari un grandiose temple funéraire, nommé Akhsout-Nebhépetrâ (« Les places de Nebhépetrê sont utiles »), dont on est maintenant certain qu'il était surmonté d'un mastaba et non d'une petite pyramide comme les égyptologues le pensaient jusqu'à la fin du XXe siècle. Un canal amenait l'eau du Nil jusqu'à un bassin des barques ; d'un temple bas sur le débarcadère débutait une rampe d'accès à un temple haut à l'entrée d'une cour au milieu de laquelle tronait une salle hypostyle, suivie d'une deuxième cour, plus petite et enfin le naos. C'est dans cette deuxième cour que les fouilles ont permis de révéler une descenderie, avec un long couloir menant à son tombeau.
Ce temple funéraire dans un style original mais dérivé des temples solaires de l'Ancien Empire, servira de modèle pour le temple funéraire de la reine Hatchepsout, élevé tout à côté de lui plusieurs siècles plus tard.

## Dans la culture
La mort n'est pas une fin, roman policier historique d'Agatha Christie publié en 1944, se déroule sous son règne.